# Sonia Gentili
Sonia Gentili (Polla, 2 aprile 1970) è una storica della letteratura e poetessa italiana.

## Biografia
Laureatasi con Alberto Asor Rosa nel 1994 alla Sapienza, nel 1999 vi ha conseguito il dottorato in Italianistica. Dopo una borsa di post dottorato al Collège de France di Parigi, ha preso servizio presso il primo ateneo romano come ricercatrice nel 2007, diventando professoressa associata di Letteratura italiana nel 2015 e ordinaria nel 2021. 
Come studiosa si è occupata soprattutto di temi al crocevia tra filosofia e letteratura del Medioevo e dell'Otto e Novecento. 
Come poetessa ha esordito nel 2007 con L'impero e la Gorgone, cui è seguito Parva naturalia (2012), Viaggio mentre morivo (2015), I quattro gesti della creazione (2020) e Un giorno di guerra (2024). Come narratrice ha pubblicato il romanzo I filosofi (2019) e il libro per ragazzi Favole per credere alle Favole (2022).
Con l’artista Ambrogio Palmisano ha creato il collettivo di poesia visiva “Gentili-Palmisano”, le cui opere sono state esposte in musei e gallerie italiani.
Dal 2013 collabora per il quotidiano italiano Il manifesto.

## Riconoscimenti
- 2007 - finalista Premio Brancati per L'impero e la Gorgone
- 2009 - Premio per la Letteratura dell’Accademia dei Lincei “Angiolo Silvio Novaro”
- 2016 - Premio Viareggio sezione Poesia,[11] Premio nazionale letterario Pisa,[12] finalista al Premio Poesia "Città di Fiumicino"[13] e finalista al Premio nazionale Frascati Poesia “Antonio Seccareccia” per Viaggio mentre morivo[14]

## Opere

### Poesia
- L'impero e la Gorgone, Roma, Perrone, 2007, ISBN 978-88-60-04114-2.
- Parva naturalia, Torino, Aragno, 2012, ISBN 978-88-84-19567-8.
- Viaggio mentre morivo, Torino, Aragno, 2015, ISBN 978-88-8419-754-2.
- I quattro gesti della creazione, Torino, Aragno, 2020, ISBN 978-88-9380-045-7.
- Un giorno di guerra, Torino, Aragno, 2024, ISBN 978-88-9380-303-8

### Narrativa
- I filosofi, Roma, Castelvecchi, 2019, ISBN 978-88-32-82629-6.
- Favole per credere alle favole, Gaeta, Ali ribelli, 2022, ISBN 979-12-5540-001-1

### Saggi
- L'uomo aristotelico alle origini della letteratura italiana, Roma, Carocci, 2005, ISBN 978-88-43-03369-0.
- S. Gentili, S. Foà (a cura di), Cultura della razza: alcune strutture concettuali, in Cultura della razza e cultura letteraria nell'Italia del Novecento, Carocci, 2010,  pp. 13-39, ISBN 978-88-43-05137-3.
- S. Gentili, S. Foà (a cura di), Personaggio letterario e carattere "sopraindividuale": T. Mann, G.A. Borghese, V. Brancati, in Cultura della razza e cultura letteraria nell'Italia del Novecento, Roma, Carocci, 2010,  pp. 247-270, ISBN 978-88-43-05137-3.
- Novecento scritturale. La letteratura italiana e la Bibbia, Roma, Carocci, 2016, ISBN 978-88-43-08042-7.
- L'idea di poesia nel Medioevo, Roma, Viella, 2024, ISBN 9791254697177